# Léopold Survage
Léopold Frédéric Léopoldowitsch Survage (Willmanstrand, Finlandia, 1879 - París, 1968) (también conocido como Léopold Sturzwage, Leopold Stürzwage, Leopoldij Sturzwasgh o Leopoldij Lvovich Sturzwage) fue un pintor francés de ascendencia rusa, danesa y finlandesa.

## Biografía
Desde muy joven sus padres le formaron para que trabajara en la fábrica de pianos de la familia. Aprendió a tocar el piano y realizó estudios de comercio, que finalizó en 1897. Tras pasar por una grave enfermedad a los 22 años, Survage encontró su vocación en la pintura, y entró en la Escuela de Pintura, Escultura y Arquitectura de Moscú. Se integra con los movimientos más vanguardistas. Expuso junto a Oleksandr Arjípenko, David Burliuk, Vladímir Burliuk, Mijaíl Lariónov y Natalia Goncharova. 
Junto a la que más adelante se convertiría en su esposa, Helene Moniuschko, viajó a Europa occidental, visitando París en julio de 1908. La pareja se establece provisionalmente en esta ciudad, en la que Léopold trabajará ocasionalmente como afinador de pianos, y acudirá, aunque durante muy poco tiempo a la escuela-taller que dirige Henri Matisse. Expuso en 1910 en Moscú, junto al grupo "Valet de Diamante" y por primera vez en Francia en el Salón de Otoño de 1911.
A partir de 1912, Survage compone las obras abstractas que titulará Ritmo coloreado. Su idea era animar su trabajo mediante proyecciones de cine que usaran color y movimiento espacial para evocar sensaciones. Su idea era que esas imágenes abstractas fluyeran juntas formando "sinfonías en color", pero las expuso de modo separado en el Salón de Otoño de 1913 y en el Salón de los Independientes en 1914. Los artículos que se publicaron sobre su trabajo eran obra de Guillaume Apollinaire y del propio Survage. Para desarrollar sus ideas, solicitó a la compañía Gaumont en junio de 1914 financiación para realizar películas abstractas, por lo que hubiese sido anterior a Viking Eggeling y Hans Richter.
Desde 1917, Survage compartió domicilio en París (y afición a los excesos alcohólicos) con Amedeo Modigliani. Survage se trasladó a Niza más adelante, y durante los siguientes ocho años compuso óleos y otros trabajos en papel muy relacionados con elementos simbólicos (hombre, mar, edificio, flor, ventana, cortina, pájaro) como protagonistas en una serie de imágenes móviles. Se puede ver la influencia de Marc Chagall, artista conocido por sus parejas flotantes, vacas, gallos, y diversa iconografía judía. Hacia 1922, Survage va evolucionando desde el cubismo hacia formas neoclásicas. En 1922 la Ópera de París le encargó que diseñara los decorados y el vestuario de la ópera bufa de Ígor Stravinski "Mavra". Aunque era fundamentalmente pintor, durante ese período también realizó decorados, diseñó tapices y tejidos, entre los que destaca los que realizó para la casa Chanel en 1933. A finales de los años 1930, como consecuencia de sus contactos con André Masson, Survage se dejó seducir cada vez más por símbolos y elementos místicos. Las formas curvilíneas que se habían dado en composiciones anteriores regresaron, aunque controladas por una estructura geométrica.
Survage fue condecorado con la Legión de Honor en 1963 y murió en 1968. Sus obras se revalorizan cada día y sus mejores trabajos alcanzan elevados precios en las más conocidas salas de subastas de arte.

## Exposiciones destacadas
- 1913: Salón de Otoño, París
- 1914: Salón de los Independientes, París
- 1929: Knoedler Gallery, Nueva York
- 1930: Museo de Arte Moderno, Nueva York
- 1968: Museo de Bellas Artes, Lyon

## Colecciones
- Museo Nacional de Arte Moderno, París
- Museo Bezalel, Jerusalén
- Galería Tretyakov, Moscú
- Museo de Bellas Artes, Lyon
- Museo del Petit Palais, Ginebra
- Museo de Arte Moderno de San Francisco
- Museo de Arte Moderno, Nueva York
- Museo Nacional de Arte, Moscú
- Museo Nacional, Atenas